# Anderson Gray McKendrick
Le lieutenant-colonel Anderson Gray McKendrick DSc  (né le 8 septembre 1876 - décédé le 30 mai 1943) médecin militaire et épidémiologiste écossais, est un pionnier de l'utilisation de méthodes mathématiques en épidémiologie.

## Biographie
McKendrick est né  à Édimbourg fils de John Gray McKendrick, un physiologiste célèbre, et de sa femme, Mary Souttar. Son frère aîné est John Souttar McKendrick (1874-1946).
Il fait ses études à la Kelvinside Academy puis suit une formation de médecine à l'Université de Glasgow de laquelle il sort diplômé en 1900. Il est ensuite officier dans l'armée britannique .
Il travaille ensuite avec Ronald Ross et continue finalement ses travaux sur l'épidémiologie mathématique. Son principal intérêt est la recherche et il est directeur de l'Institut Pasteur à Kasauli au Pendjab 1914-1920. Il est renvoyé chez lui en Grande-Bretagne en 1920 et s'installe à Édimbourg où il devient directeur du laboratoire du Collège royal des médecins d'Édimbourg.
La carrière de McKendrick en tant qu'épidémiologiste mathématique commence en Inde. En 1911, McKendrick redécouvre l'équation logistique et l'ajuste aux données de croissance bactérienne . En 1912, il est élu membre de la Royal Society of Edinburgh et Cargill Gilston Knott est l'un de ses proposants .
En 1914, il publie un article dans lequel il donne des équations pour le processus de naissance pur et un processus particulier de naissance-mort. En 1924, il est élu membre du Collège royal des médecins d'Édimbourg(Royal College of Physicians of Edinburgh). Après son retour en Écosse, il publie davantage. Son article de 1926, « Applications des mathématiques aux problèmes médicaux » est particulièrement impressionnant, notamment l'équation différentielle partielle McKendrick-Von Foerster largement utilisée
{\displaystyle {\frac {\partial n}{\partial t}}+{\frac {\partial n}{\partial a}}=-\mu (t,a)n.}
Certains des autres résultats de cet article pour les modèles stochastiques d'épidémies et de croissance démographique sont redécouverts par William Feller en 1939. Feller remarque dans son Introduction to the Theory of Probability and Its Applications (3e édition p. 450), "Il est regrettable que ce document remarquable soit passé pratiquement inaperçu." En 1927, McKendrick commence une collaboration avec William Ogilvy Kermack (1898-1970) qui produit une série d'articles sur la théorie Kermack-McKendrick, une théorie générale de la transmission des maladies infectieuses.
WM Hirsch donne cette image de l'homme : "McKendrick était un gentleman vraiment chrétien, un homme grand et beau, brillant d'esprit, gentil et modeste en personne, un conseiller et un administrateur habile qui se donna et savait comment aider les autres."

## Œuvres choisies
- Applications des mathématiques aux problèmes médicaux, Kapil Proceedings of the Edinburgh Mathematical Society, vol 44, 1925–1926, p. 1–34. Réimprimé avec des commentaires dans S. Kotz & NL Johnson (Éditeurs), Breakthroughs in Statistics, volume III, New York Springer, 1997.
- Adj Kermack, AG McKendrick, « Une contribution à la théorie mathématique des épidémies », Actes de la Royal Society of London, série A, Vol. 115, 1927, p. 700-721.
- Adj Kermack, AG McKendrick, « Contributions à la théorie mathématique des épidémies. II. Le problème de l'endémicité », Actes de la Royal Society of London, série A, Vol. 138, 1932, p. 55-83.
- Adj Kermack, AG McKendrick, « Contributions à la théorie mathématique des épidémies. III. Autres études sur le problème de l'endémicité », Actes de la Royal Society of London, série A, Vol. 141, 1933, p. 94-122.

## Commentaire
Il y a un compte rendu du document Applications de McKendrick dans JO Irwin, La place des mathématiques dans les statistiques médicales et biologiques, Journal of the Royal Statistical Society, série A (Général), Vol. 126, no 1, 1963, p. 1–45.